# Entonio Pashaj
Entonio Pashaj (Tirana, 10 novembre 1984) è un ex calciatore albanese, di ruolo difensore.

## Carriera

### Club
Ha debuttato nel campionato albanese nel 2004 con la maglia del Partizani Tirana.

### Nazionale
Ha giocato nella nazionale albanese Under-21.

## Statistiche

### Presenze e reti nei club
Statistiche aggiornate al 27 maggio 2017.
| Stagione        | Squadra           | Campionato      | Campionato | Campionato | Coppe nazionali | Coppe nazionali | Coppe nazionali | Coppe continentali | Coppe continentali | Coppe continentali | Altre coppe | Altre coppe | Altre coppe | Totale | Totale |
| Stagione        | Squadra           | Comp            | Pres       | Reti       | Comp            | Pres            | Reti            | Comp               | Pres               | Reti               | Comp        | Pres        | Reti        | Pres   | Reti   |
| --------------- | ----------------- | --------------- | ---------- | ---------- | --------------- | --------------- | --------------- | ------------------ | ------------------ | ------------------ | ----------- | ----------- | ----------- | ------ | ------ |
| 2003-2004       | Partizani Tirana  | KS              | ?          | ?          | CA              | 0               | 0               | -                  | -                  | -                  | -           | -           | -           | 0+     | 0+     |
| 2004-2005       | Egnatia           | KS              | ?          | ?          | CA              | 0               | 0               | -                  | -                  | -                  | -           | -           | -           | 0+     | 0+     |
| 2005-2006       | Teuta             | KS              | ?          | ?          | CA              | 1               | 0               | -                  | -                  | -                  | -           | -           | -           | 1+     | 0+     |
| 2006-2007       | Teuta             | KS              | 6          | 0          | CA              | 0               | 0               | -                  | -                  | -                  | -           | -           | -           | 6+     | 0+     |
| 2007-2008       | Teuta             | KS              | 15         | 1          | CA              | 0               | 0               | CU                 | 1                  | 0                  | -           | -           | -           | 16     | 1      |
| Totale Teuta    | Totale Teuta      | Totale Teuta    | 21         | 1          |                 | 1               | 0               |                    | 1                  | 0                  |             | -           | -           | 23+    | 1+     |
| 2008-2009       | Tirana            | KS              | 3          | 0          | CA              | 0               | 0               | CU                 | 0                  | 0                  | -           | -           | -           | 3      | 0      |
| 2009-2010       | Tirana            | KS              | 28         | 0          | CA              | 3               | 0               | UCL                | 1                  | 0                  | SA          | 1           | 0           | 33     | 0      |
| 2010-2011       | Tirana            | KS              | 14         | 0          | CA              | 4               | 0               | UEL                | 4                  | 0                  | SA          | 0           | 0           | 22     | 0      |
| lug.-ago. 2011  | Tirana            | KS              | 0          | 0          | CA              | 0               | 0               | UEL                | 1                  | 0                  | SA          | 1           | 0           | 2      | 0      |
| 2011-2012       | Kastrioti         | KS              | 22         | 0          | CA              | 7               | 0               | -                  | -                  | -                  | -           | -           | -           | 29     | 0      |
| 2012-2013       | Tirana            | KS              | 15         | 0          | CA              | 4               | 0               | UEL                | 4                  | 0                  | SA          | 1           | 0           | 24     | 0      |
| 2013-2014       | Tirana            | KS              | 21         | 1          | CA              | 4               | 0               | -                  | -                  | -                  | -           | -           | -           | 25     | 1      |
| 2014-2015       | Tirana            | KS              | 19         | 0          | CA              | 5               | 1               | -                  | -                  | -                  | -           | -           | -           | 24     | 1      |
| Totale Tirana   | Totale Tirana     | Totale Tirana   | 100        | 1          |                 | 20              | 1               |                    | 10                 | 0                  |             | 3           | 0           | 133+   | 2+     |
| 2015-2016       | Flamurtari Valona | KS              | 29         | 0          | CA              | 7               | 0               | -                  | -                  | -                  | -           | -           | -           | 36     | 0      |
| 2016-2017       | Kukësi            | KS              | 17         | 0          | CA              | 2               | 0               | UEL                | -                  | -                  | SA          | 0           | 0           | 19     | 0      |
| Totale carriera | Totale carriera   | Totale carriera | 189+       | 2+         |                 | 37              | 1               |                    | 11                 | 0                  |             | 3           | 0           | 240+   | 3+     |

## Palmarès

### Club

#### Competizioni nazionali
- Campionato albanese: 2

Tirana: 2008-2009
Kukësi: 2016-2017
- Supercoppa d'Albania: 4

Tirana: 2009, 2011, 2012
Kukësi: 2016
- Coppa d'Albania: 2

Tirana: 2010-2011
Kukësi: 2016-2017